# Anisodes hieroglyphica
Anisodes hieroglyphica är en fjärilsart som beskrevs av W. Warren 1904. Anisodes hieroglyphica ingår i släktet Anisodes och familjen mätare. Inga underarter finns listade i Catalogue of Life.